# Emanuele Rotondo
Emanuele Rotondo (Sassari, 26 novembre 1975) è un ex cestista e allenatore di pallacanestro italiano, head coach della Dinamo 2000 femminile.
Alto 194 cm, ha giocato l'ultima stagione nel ruolo di guardia-ala piccola con la Robur et Fides Sassari in Serie B Dilettanti.

## Carriera
Rotondo è prodotto del vivaio della Dinamo Sassari, di cui è stato anche capitano. Con la maglia della Dinamo ha messo a segno 6.551 punti, risultando sempre tra i migliori marcatori della Legadue, nonché il miglior marcatore nella storia del club sassarese. È stato inoltre capocannoniere della Serie B d'Eccellenza nel 2000-01, totalizzando una media di 24,8 punti. Emanuele Rotondo è leader in numerose voci statistiche nelle 9 stagioni in Legadue disputate con la maglia della Dinamo Basket Sassari: stagioni (9), partite giocate (255), punti realizzati (2.816), rimbalzi offensivi (231), tiri da 2 realizzati (932), totale tiri realizzati (1.087) e palle recuperate (436).
Dopo sedici anni di militanza nel club della sua città, e 119 partite nel campionato di Legadue, nell'estate del 2007 si trasferisce alla Silver Basket Porto Torres. Con i turritani, Rotondo partecipa al campionato 2007-08 di serie B d'Eccellenza in una stagione che, con 4 vittorie e 26 sconfitte, si conclude con la retrocessione della squadra in serie B2 (chiude la stagione al 1º posto nella classifica realizzatori con una media di 20,17 punti/partita).
Il 28 novembre 2008 firma un contratto fino al 31 dicembre con il Basket Livorno in Legadue, poi prorogato fino a fine stagione. A Livorno ha disputato 18 partite in Legadue. Nella stagione 2009-2010 gioca in Serie A Dilettanti con la maglia della Pallacanestro Lago Maggiore, formazione piemontese (chiude la stagione al 3º posto nella classifica realizzatori con una media di 18,39 punti/partita).
Dall'estate del 2010 Rotondo è ritornato a giocare nella sua città natale, Sassari, per disputare il campionato di Serie B Dilettanti con la maglia della Robur et Fides Sassari con cui ha guadagnato la permanenza nella categoria, dopo la disputa dei playout salvezza.
Rotondo vanta presenze nelle nazionali giovanili (Cadetti e Under 20) e due raduni con la Nazionale maggiore: il primo nel 1999-2000 e il secondo nel 2003-2004, in vista degli Europei 2005.
Nell'ottobre del 2011 si è ritirato.
È laureato in giurisprudenza.